# U-125 (tàu ngầm Đức) (1940)
U-125 là một tàu ngầm tấn công  Lớp Type IX thuộc phân lớp Type IXC được Hải quân Đức Quốc Xã chế tạo trong Chiến tranh Thế giới thứ hai. Nhập biên chế năm 1941, nó đã thực hiện được bảy chuyến tuần tra, đánh chìm được 17 tàu buôn với tổng tải trọng 82.873 GRT. Trong chuyến tuần tra cuối cùng, U-125 bị tàu khu trục HMS Oribi và các tàu corvette HMS Snowflake và HMS Sunflower của Hải quân Hoàng gia Anh đánh chìm về phía Đông Bắc Newfoundland vào ngày 6 tháng 5, 1943.

## Thiết kế và chế tạo

### Thiết kế
Thiết kế của tàu ngầm Type IXC có kích thước hơi nhỉnh hơn so với phân lớp Type IXB dẫn trước. Chúng có trọng lượng choán nước 1.120 t (1.100 tấn Anh) khi nổi và 1.232 t (1.213 tấn Anh) khi lặn. Con tàu có chiều dài chung 76,76 m (251 ft 10 in), lớp vỏ trong chịu áp lực dài 58,75 m (192 ft 9 in), mạn tàu rộng 6,76 m (22 ft 2 in), chiều cao 9,60 m (31 ft 6 in) và mớn nước 4,70 m (15 ft 5 in).
Chúng trang bị hai động cơ diesel MAN M 9 V 40/46 siêu tăng áp 9-xy lanh 4 thì, tổng công suất 4.400 PS (3.200 kW; 4.300 bhp), dẫn động hai trục chân vịt đường kính 1,92 m (6,3 ft), cho phép đạt tốc độ tối đa 18,3 kn (33,9 km/h), và tầm hoạt động tối đa 13.450 nmi (24.910 km) khi đi tốc độ đường trường 10 kn (19 km/h). Khi đi ngầm dưới nước, chúng sử dụng hai động cơ/máy phát điện Siemens-Schuckert 2 GU 345/34 tổng công suất 1.000 PS (740 kW; 990 shp). Tốc độ tối đa khi lặn là 7,3 kn (13,5 km/h), và tầm hoạt động 63 nmi (117 km) ở tốc độ 4 kn (7,4 km/h). Con tàu có khả năng lặn sâu đến 230 m (750 ft).
Vũ khí trang bị có sáu ống phóng ngư lôi 53,3 cm (21 in), bao gồm bốn ống trước mũi và hai ống phía đuôi, và mang theo tổng cộng 22 quả ngư lôi 53,3 cm (21 in). Tàu ngầm Type IX trang bị một hải pháo 10,5 cm (4,1 in) SK C/32 với 110 quả đạn, một pháo phòng không 3,7 cm (1,5 in) SK C/30 và hai pháo phòng không 2 cm (0,79 in) C/30. Thủy thủ đoàn bao gồm 4 sĩ quan và 44 thủy thủ.

### Chế tạo
U-125 được đặt hàng vào ngày 7 tháng 8, 1939, và được đặt lườn tại xưởng tàu AG Weser của hãng DeSchiMAG ở Bremen vào ngày 10 tháng 5, 1940. Nó được hạ thủy vào ngày 10 tháng 12, 1940, và nhập biên chế cùng Hải quân Đức Quốc Xã vào ngày 3 tháng 3, 1941 dưới quyền chỉ huy của Hạm trưởng, Đại úy Hải quân Günter Kuhnke.

## Lịch sử hoạt động

### 1941
Sau khi hoàn tất việc huấn luyện trong thành phần Chi hạm đội U-boat 2, U-125 tiếp tục phục vụ cùng đơn vị này để hoạt động trên tuyến đầu cho đến khi nó bị mất.

#### Chuyến tuần tra thứ nhất
U-125 khởi hành từ cảng Kiel, Đức vào ngày 15 tháng 7, 1941 cho chuyến tuần tra đầu tiên trong chiến tranh. Nó tiến ra Bắc Hải, rồi băng qua khe GI-UK giữa Iceland và quần đảo Faroe để vòng qua quần đảo Anh, và hoạt động tại vùng biển Bắc Đại Tây Dương về phía Tây Ireland (Khu vực Tiếp cận phía Tây). Nó không đánh chìm được mục tiêu nào, và kết thúc chuyến tuần tra tại cảng Lorient bên bờ Đại Tây Dương của Pháp đã bị Đức chiếm đóng vào ngày 28 tháng 7. Lorient trở thành căn cứ hoạt động chính của chiếc tàu ngầm cho đến khi nó bị mất.

### 1943

#### Chuyến tuần tra thứ bảy – Bị mất
U-125 rời cảng Lorient vào ngày 13 tháng 4 cho chuyến tuần tra thứ bảy, cũng là chuyến cuối cùng, để hoạt động tại vùng biển giữa Bắc Đại Tây Dương về phía Đông Newfoundland, Canada. Nó tham gia bầy sói Fink, bao gồm 28 tàu U-boat, để tấn công Đoàn tàu ONS-5 từ ngày 26 tháng 4 đến ngày 6 tháng 5.
Đúng trong giai đoạn này, các nhà giải mật mã Ultra của Anh không giải được tín hiệu của các tàu U-boat, trong khi phía Đức đọc được thông tin về các đoàn tàu vận tải Đồng Minh, nên Đoàn tàu ONS-5 bị một lực lượng U-boat hùng hậu đánh chặn. Tuy nhiên U-125 chỉ đánh chìm được một mục tiêu duy nhất là chiếc tàu buôn Anh Lorient 4.737 GRT, vốn bị rớt lại phía sau đoàn tàu vận tải, ở vị trí về phía Nam mũi Farewell, Greenland vào ngày 4 tháng 5.
Đoàn tàu ONS-5, bao gồm 43 tàu vận tải các loại, được một tàu khu trục, một tàu frigate, ba tàu corvette cùng hai tàu kéo hộ tống bảo vệ. Nó bị khoảng 30 tàu U-boat tấn công, và bị đánh chìm tổng cộng 13 chiếc, trong khi phía Đức có bảy tàu U-boat bị đánh chìm bởi máy bay và tàu chiến Đồng Minh. Đây là một trận chiến đẫm máu đối với cả hai phía, đánh dấu một bước ngoặc trong Trận chiến Đại Tây Dương, cho thấy U-boat tấn công hàng loạt có thể xuyên thủng hàng rào bảo vệ, chúng cũng chịu đựng tổn thất nặng và không thể là chiến thuật đưa Đức đến chiến thắng. Đô đốc Karl Dönitz mất con trai của ông trong trận này.
Lúc 03 giờ 00 ngày 6 tháng 5, trong hoàn cảnh sương mù dày đặc, U-125 bị phát hiện qua radar và bị tàu khu trục HMS Oribi húc trúng, chịu hư hại đến mức không thể lặn. Đến 03 giờ 54 phút, chiếc U-boat bị các tàu corvette HMS Snowflake và HMS Sunflower nhìn thấy, và Snowflake áp sát đến khoảng cách 100 yd (91 m) để tấn công. Trước tình thế hoàn toàn tuyệt vọng, thủy thủ của U-125 tự đánh đắm tàu tại tọa độ 52°30′B 45°20′T / 52,5°B 45,333°T. Hạm trưởng của Snowflake đề nghị được dừng lại để cứu vớt những người sống sót, nhưng không được tư lệnh đoàn tàu vận tải chấp thuận do nguy cơ bị các tàu U-boat khác tấn công. Vì vậy Snowflake và Sunflower tiếp tục hành trình cùng đoàn tàu, và toàn bộ 54 thành viên thủy thủ đoàn của U-125 đều đã tử trận.

### "Bầy sói" tham gia
U-125 từng tham gia ba bầy sói:
- Delphin (5 tháng 1 - 13 tháng 2, 1943)
- Specht (19 tháng 4 - 4 tháng 5, 1943)
- Fink (4 - 6 tháng 5, 1943)

### Tóm tắt chiến công
U-125 đã đánh chìm được 17 tàu buôn có tổng tải trọng 82.873 GRT:
| Ngày             | Tên tàu           | Quốc tịch         | Tải trọng | Số phận      |
| ---------------- | ----------------- | ----------------- | --------- | ------------ |
| 26 tháng 1, 1942 | West Ivis         | Hoa Kỳ            | 5.666     | Bị đánh chìm |
| 23 tháng 4, 1942 | Lammot Du Pont    | Hoa Kỳ            | 5.102     | Bị đánh chìm |
| 3 tháng 5, 1942  | San Rafael        | Cộng hòa Dominica | 1.973     | Bị đánh chìm |
| 4 tháng 5, 1942  | Tuscaloosa City   | Hoa Kỳ            | 5.687     | Bị đánh chìm |
| 6 tháng 5, 1942  | Empire Buffalo    | Anh Quốc          | 6.404     | Bị đánh chìm |
| 6 tháng 5, 1942  | Green Island      | Hoa Kỳ            | 1.946     | Bị đánh chìm |
| 9 tháng 5, 1942  | Calgarolite       | Canada            | 11.941    | Bị đánh chìm |
| 14 tháng 5, 1942 | Comayagua         | Honduras          | 2.493     | Bị đánh chìm |
| 18 tháng 5, 1942 | Mercury Sun       | Hoa Kỳ            | 8.893     | Bị đánh chìm |
| 18 tháng 5, 1942 | William J. Salman | Hoa Kỳ            | 2.616     | Bị đánh chìm |
| 1 tháng 9, 1942  | Ilorin            | Anh Quốc          | 815       | Bị đánh chìm |
| 23 tháng 9, 1942 | Bruyère           | Anh Quốc          | 5.335     | Bị đánh chìm |
| 29 tháng 9, 1942 | Baron Ogilvy      | Anh Quốc          | 3.391     | Bị đánh chìm |
| 30 tháng 9, 1942 | Empire Avocet     | Anh Quốc          | 6.015     | Bị đánh chìm |
| 30 tháng 9, 1942 | Kumsang           | Anh Quốc          | 5.447     | Bị đánh chìm |
| 8 tháng 10, 1942 | Glendene          | Anh Quốc          | 4.412     | Bị đánh chìm |
| 4 tháng 5, 1943  | Lorient           | Anh Quốc          | 4.737     | Bị đánh chìm |